# Schwabing-Freimann
Schwabing-Freimann is een stadsdeel (Duits: Stadtbezirk) van de Duitse stad München, hoofdstad van de deelstaat Beieren.
Schwabing-Freimann ligt in het noorden van München, aan de linkeroever van de Isar. Het stadsdeel wordt ook aangeduid als Stadtbezirk 12. Het is in tegenklokwijzerzin omgeven door de Stadtbezirke Milbertshofen-Am Hart en Schwabing-West in het westen, Maxvorstadt en Altstadt-Lehel in het zuiden en ervan gescheiden door de Isar, Bogenhausen in het oosten. Het noordoosten en noorden van het Stadtbezirk grenst aan andere gemeenten van het Landkreis München, verder tegenklokwaarts in het oosten over de Isar Unterföhring en Ismaning, in het noorden Garching bei München en Oberschleißheim.
Het stadsdeel werd gecreëerd bij de inlijving van de voormalige zelfstandige stad Schwabing en de voormalige zelfstandige gemeente Freimann bij München in 1890, waarbij het grondgebied van Schwabing in een oostelijk en westelijk deel werd gescheiden. Het westelijk deel werd het huidige Stadtbezirk 4, Schwabing-West, het meer oostelijk deel van Schwabing samen met de voormalige zelfstandige gemeente Freimann en de wijk Fröttmaning van de buurgemeente Garching bei München geannexeerd werd samen Schwabing-Freimann.
Eind 2018 woonden er in het 25,67 km² grote Stadtbezirk 77.936 inwoners. Men onderscheidt de wijken Freimann, Obere Isarau, Alte Heide-Hirschau, Münchner Freiheit, Biederstein, Schwabing-Ost, Kleinhesselohe,  Neufreimann en Kieferngarten.
Langs de Isaroever ligt de langgerekte Englischer Garten waarvan het grootste deel in dit stadsdeel ligt en het noordelijk deel ook wordt aangeduid als de Hirschau. Het stadsdeel wordt van west naar oost doorsneden door de Mittlerer Ring, de Frankfurter Ring en de Buitenring (A99) en kent toegangsverkeer langs de zuidelijke einden van de Bundesautobahn 9 en de Bundesstraße 11 die het stadsdeel van noord naar zuid doorkruisen. Ten zuidwesten van de kruising van A99 en A9, het Kreuz München-Nord, ligt in het Stadtbezirk de Allianz Arena, de voetbalarena van Bayern München.
Van 1962-1965 reed een tramlijn op een geheel  kruisingsvrije baan door van het Nordfriedhof naar Freimann-Nord. In 1965 moest de trambaan al weer verdwijnen om plaats te maken voor de bouw van de U-Bahn. De U6-metrolijn verscheen hier in 1971 en bediend de wijk middels de metrostations (van zuid naar noord) Giselastraße, Münchner Freiheit, Dietlindenstraße, Nordfriedhof, Alte Heide, Studentenstadt, Freimann, Kieferngarten en Fröttmaning. De eerste twee stations (Giselastraße en Münchner Freiheit) worden ook bediend door de U3-lijn. Daarnaast bedienen de trams van lijn 12 en 23 en meerdere MVG-buslijnen het stadsdeel. Het Stadtbezirk wordt niet bediend door de S-Bahn van München.
Allach-Untermenzing · 
Altstadt-Lehel · 
Au-Haidhausen · 
Aubing-Lochhausen-Langwied · 
Berg am Laim · 
Bogenhausen · 
Feldmoching-Hasenbergl · 
Hadern · 
Laim · 
Ludwigsvorstadt-Isarvorstadt · 
Maxvorstadt · 
Milbertshofen-Am Hart · 
Moosach · 
Neuhausen-Nymphenburg · 
Obergiesing-Fasangarten · 
Pasing-Obermenzing · 
Ramersdorf-Perlach · 
Schwabing-Freimann · 
Schwabing-West · 
Schwanthalerhöhe · 
Sendling · 
Sendling-Westpark · 
Thalkirchen-Obersendling-Forstenried-Fürstenried-Solln · 
Trudering-Riem · 
Untergiesing-Harlaching